# Curillo
Curillo è un comune della Colombia facente parte del dipartimento di Caquetá.
Il centro abitato venne fondato nel 1965, mentre l'istituzione del comune è del 1985.